# 左州镇
左州镇，是中华人民共和国广西壮族自治区崇左市江州区下辖的一个乡镇级行政单位。

## 行政区划
左州镇下辖以下地区：
左州社区、岜模村、黄村、渠西村、龙合村、光坡村、陇念村、果坡村、广何村、那坎村、林村、中干村和立村。